# چیتوسه موریناگا
چیتوسه موریناگا (森永 千才 Morinaga Chitose, زادهٔ ۸ ژانویه) صداپیشه اهل ژاپن است.